# 中华斜方复叶耳蕨
中华斜方复叶耳蕨（学名：Arachniodes sinorhomboidea），为鳞毛蕨科复叶耳蕨属下的一个种。